# Adriana Chila
Adriana Chila (* 31. Oktober 1996) ist eine ecuadorianische Leichtathletin, die im Weit- und Dreisprung an den Start geht.

## Sportliche Laufbahn
Erste internationale Erfahrungen sammelte Liuba Zaldívar im Jahr 2013, als sie bei den Jugendweltmeisterschaften in Donezk mit 12,19 m in der Dreisprungqualifikation ausschied. Anschließend gewann sie bei den Juniorensüdamerikameisterschaften in Resistencia mit 12,70 m die Bronzemedaille im Dreisprung und belegte mit 5,53 m den fünften Platz im Weitsprung. 2015 gewann sie dann bei den Juniorensüdamerikameisterschaften in Cuenca mit 6,10 m die Silbermedaille im Weitsprung und siegte mit 12,97 m im Dreisprung. Anschließend belegte sie bei den Südamerikameisterschaften in Lima mit 12,76 m den fünften Platz im Dreisprung und erreichte mit 5,70 m Rang sieben im Weitsprung. 2016 gewann sie mit 13,09 m die Silbermedaille im Dreisprung bei den U23-Südamerikameisterschaften in Lima hinter der Brasilianerin Claudine de Jesus und erreichte mit 5,57 m Rang vier im Weitsprung. 2018 belegte sie mit 12,58 m den sechsten Platz im Dreisprung bei den Ibero-Amerikanischen Meisterschaften in Trujillo und wurde mit 5,84 m Siebte im Weitsprung. Anschließend gewann sie bei den U23-Südamerikameisterschaften in Cuenca mit einer Weite von 13,06 m die Silbermedaille hinter der Brasilianerin Mirieli Santos und belegte mit 5,36 m den achten Platz im Weitsprung. 2021 wurde sie dann mit 13,28 m Fünfte bei den Südamerikameisterschaften im heimischen Guayaquil. 
2023 gewann sie bei den Südamerikameisterschaften in São Paulo mit 13,42 m die Bronzemedaille hinter der Brasilianerin Gabriele dos Santos und Estrella Lobo aus Kolumbien. 2025 belegte sie bei den Südamerikameisterschaften in Mar del Plata mit 13,31 m den vierten Platz. 
In den Jahren 2021 und 2024 wurde Chila ecuadorianische Meisterin im Weit- und Dreisprung sowie 2023 im Dreisprung.

## Persönliche Bestleistungen
- Weitsprung: 6,10 m (0,0 m/s), 30. Mai 2015 in Cuenca
- Dreisprung: 13,52 m (−0,2 m/s), 17. April 2021 in Guayaquil